# CDC Tres de Mayo
Círculo Deportivo y Cultural Tres de Mayo (CDC Tres de Mayo) var en spansk handbollsklubb baserad i Santa Cruz på ön Teneriffa, bildad 1968. Klubbens herrlag spelade under namnet Coronas Tres de Mayo åren 1981–1989 och 1990–1991 i den spanska högsta ligan (División de Honor, nuvarande Liga Asobal).
Klubben upplöstes 2010 genom att en fusion med BM Puerto Cruz San Telmo som bildade BM Tenerife Puerto Cruz.

## Spelare i urval
- Claes Hellgren (1983–1985)
- Björn Jilsén (1983–1984)
- Nacor Medina (2008–2009)
- Jan Rönnberg (1987–1990)
- Einar Þorvarðarson (1985–1987)